# Hildaites
Gli ammoniti del genere Hildaites appartengono alla famiglia Hildoceratidae, Hyatt 1867, sottofamiglia Hildoceratinae; la specie tipo del genere è H. subserpentinus Buckman, 1921, che è anche l'autore del genere.

## Descrizione
Queste ammoniti sono tipicamente del piano Toarciano (parte inferiore), più precisamente in Appennino zona biostratigrafica ad Hildaites undicosta;  equivalente a quella che per gli inglesi (Howarth, 1992) è  zona ad  Harpoceras falciferum.
In Appennino e presumibilmente nell'area della Tetide ammoniti del genere caratterizzano anche la zona, a Hildaites striatus  (Sassaroli e Venturi 2012). Si tratta di "conchiglie evolute o mediamente evolute, con sezione dei giri generalmente più alta che larga, che si ricoprono poco; l'area ventrale è carenata con solchi sifonali presenti o assenti. Le coste sono flessuose, sigmofalcoidi retroverse, poco proiettate verso l'esterno. La sutura settale è generalmente poco frastagliata non molto diversa da quella degli Hildoceras, a cui alcune forme di Hildaites danno origine tramite forme transizionali poco conosciute e studiate, ma che sono individuate in area italiana (Venturi 2015).
Hanno distribuzione geografica europea e mediterranea (Tetide occidentale), ma anche asiatica e americana ; sono ottimi fossili guida. In Francia, nella località di Thouars, stratotipo tradizionale del Toarciano, sono diffusi (Lacroix 2012) e anche in Inghilterra (Howarth 1992); ma comprendono specie differenti da quelle dell'area mediterranea, dove sono diffuse specie con area ventrale tricarenata e bisolcata: Hildaites undicosta (Merla,1935); Hildaites crassus (Guex, 1973); Hildaites evolutus Sassaroli e Venturi, 2010, 2012; Hildaites bisulcatus Sassaroli e Venturi, 2012. Queste specie differiscono da quelle inglesi: Hildaites subserpentinus, Hildaites murleyi; Hildaites forte ecc..che non hanno solchi sifonali. L'ammonite nel template accanto è: Hildaites fasciculatus,; l'esemplare è stato estratto dagli strati del "Rosso Ammonitico" argillo-marnoso di Cima Panco (M. Martani, Umbria), nel corso di un campionamento durante gli anni '90-92.